# 1057
| 1057               |
| ------------------ |
| Dødsfald - Fødsler |
|                    |

| Gregoriansk kalender | 1057 MLVII              |
| Ab urbe condita      | 1810                    |
| Armensk kalender     | 506 ԹՎ ՇԶ               |
| Kinesiske kalender   | 3753 – 3754 丙申 – 丁酉 |
| Etiopisk kalender    | 1049 – 1050             |
| Jødisk kalender      | 4817 – 4818             |
| Hindukalendere       |                         |
| - Vikram Samvat      | 1112 – 1113             |
| - Shaka Samvat       | 979 – 980               |
| - Kali Yuga          | 4158 – 4159             |
| Iransk kalender      | 435 – 436               |
| Islamisk kalender    | 449 – 450               |

Konge i Danmark: Svend 2. Estridsen 1047-1074
Se også 1057 (tal)

## Dødsfald
- Macbeth af Skotland (født ca. 1005) - den skotske konge, der var inspirationen til Shakespeares Macbeth.